# Osiem milimetrów
Osiem milimetrów (tytuł oryg. 8MM również 8mm – Acht Millimeter) – film fabularny (thriller) koprodukcji amerykańsko-niemieckiej z 1999. Reżyserem filmu jest Joel Schumacher. W Polsce premiera filmu odbyła się w maju 1999. Obraz doczekał się sequela w 2005.

## Opis fabuły
Detektyw Tom Welles (Nicolas Cage) dostaje zlecenie odnalezienia młodej dziewczyny, prawdopodobnie zabitej na nagraniu filmowym (snuff), które wdowa po słynnym bogaczu znalazła w sejfie męża. Detektyw, chcąc się upewnić, czy dziewczyna żyje, wkracza w świat dewiantów i brutalnego seksu.

## Obsada
- Nicolas Cage jako Tom Welles
- Joaquin Phoenix jako Max California
- James Gandolfini jako Eddie Poole
- Peter Stormare jako Dino Velvet
- Anthony Heald jako Daniel Longdale
- Chris Bauer(inne języki) jako George Anthony Higgins – Machine
- Catherine Keener jako Amy Welles
- Myra Carter(inne języki) jako pani Christian
- Amy Morton(inne języki) jako Janet Mathews
- Jenny Powell jako Mary Ann Mathews